# Giuseppe Pellizza da Volpedo
(Giuseppe Pellizza da Volpedo)
Giuseppe Pellizza da Volpedo (Volpedo, 28 luglio 1868 – Volpedo, 14 giugno 1907) è stato un pittore italiano, dapprima divisionista, poi esponente della corrente sociale, autore del celeberrimo Il quarto stato, divenuto simbolo della questione operaia, a partire dal XIX secolo in poi con la seconda rivoluzione industriale.

## Biografia

### I primi anni

La sfinge, 1887

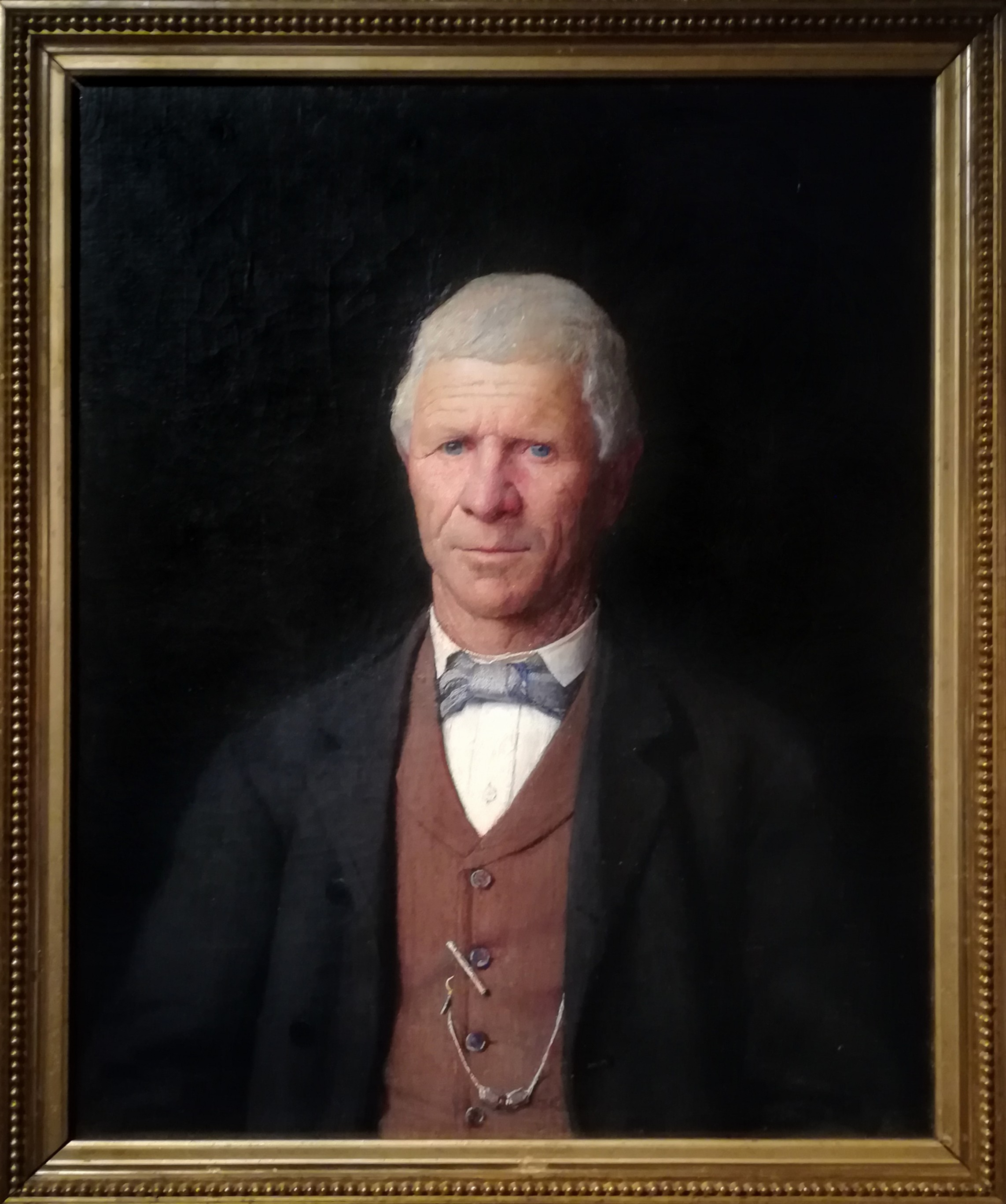
Ritratto del signor Battegazzore, 1893

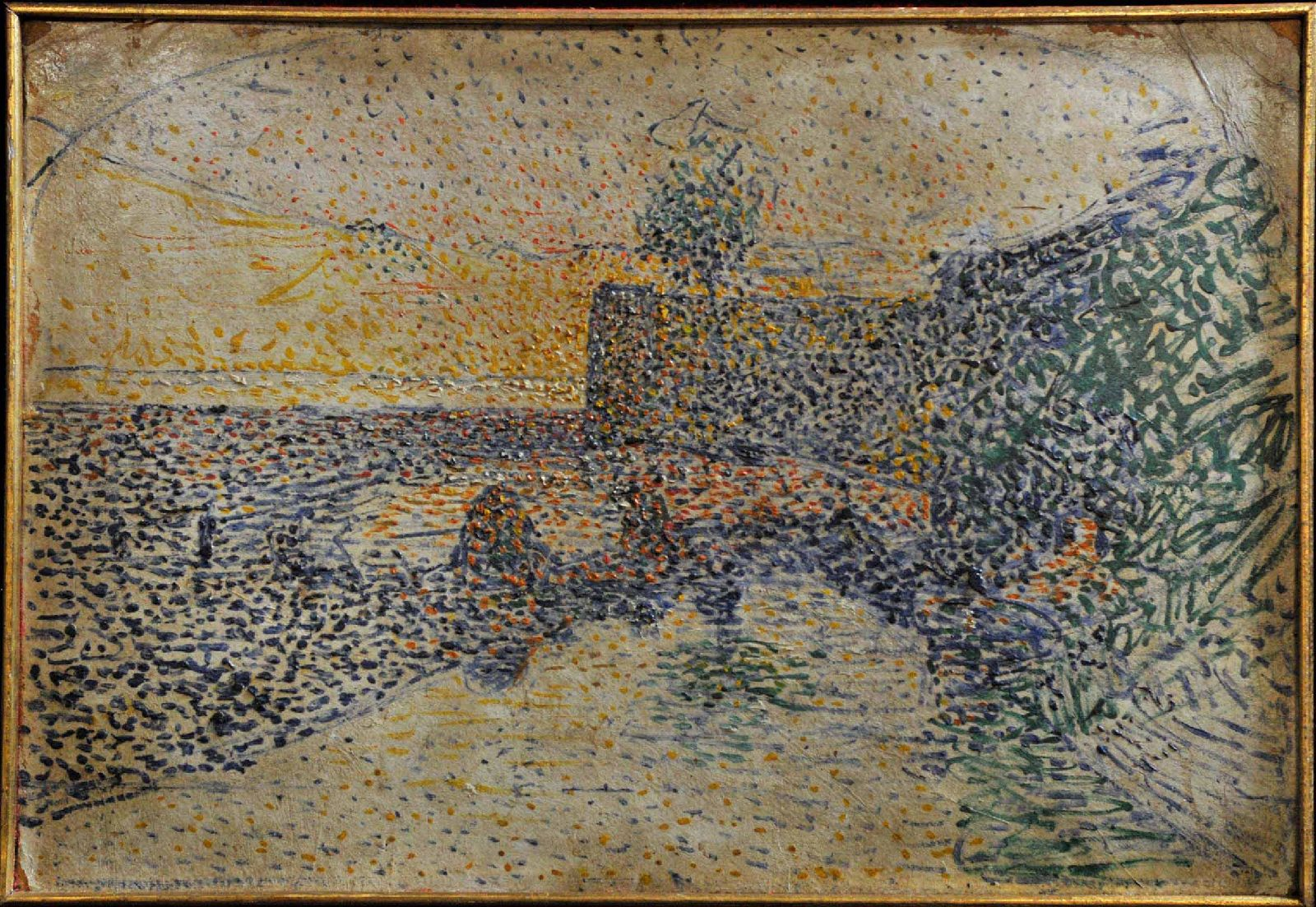
Giuseppe Pellizza da Volpedo - Il Pennello sul Ponte sul Curone

Giuseppe Pellizza nacque a Volpedo, in provincia di Alessandria, il 28 luglio 1868 da Pietro e da Maddalena Cantù, in un'agiata famiglia di contadini; frequentò la scuola tecnica di Castelnuovo Scrivia, dove apprese i primi rudimenti del disegno. Grazie alle conoscenze ottenute con la commercializzazione dei loro prodotti, i Pellizza entrarono in contatto con i fratelli Grubicy, che promossero l'iscrizione di Giuseppe all'Accademia di Belle Arti di Brera a Milano, dove fu allievo di Giuseppe Bertini. Contemporaneamente ricevette lezioni private dal pittore Giuseppe Puricelli; successivamente divenne allievo di Pio Sanquirico. Espose per la prima volta alla Pinacoteca di Brera nel 1885. Terminati gli studi milanesi, Pellizza decise di proseguire il tirocinio formativo, recandosi a Roma, dapprima all'Accademia nazionale di San Luca, poi alla scuola libera di nudo all'Accademia di Francia a Villa Medici.
Deluso da Roma, abbandonò la città prima del previsto per recarsi a Firenze, dove frequentò l'Accademia di belle arti come allievo di Giovanni Fattori. Alla fine dell'anno accademico ritornò a Volpedo, allo scopo di dedicarsi alla pittura verista attraverso lo studio della natura. Non ritenendosi soddisfatto della preparazione raggiunta, si recò a Bergamo, dove all'Accademia Carrara seguì i corsi privati di Cesare Tallone. Frequentò poi l'Accademia ligustica di belle arti a Genova. Al termine di quest'ultimo tirocinio ritornò al paese natale, dove sposò una contadina del luogo, Teresa Bidone, nel 1892. Nello stesso anno cominciò ad aggiungere "da Volpedo" alla propria firma. Nel 1898 partecipò alla Esposizione generale italiana a Torino.

### Il divisionismo

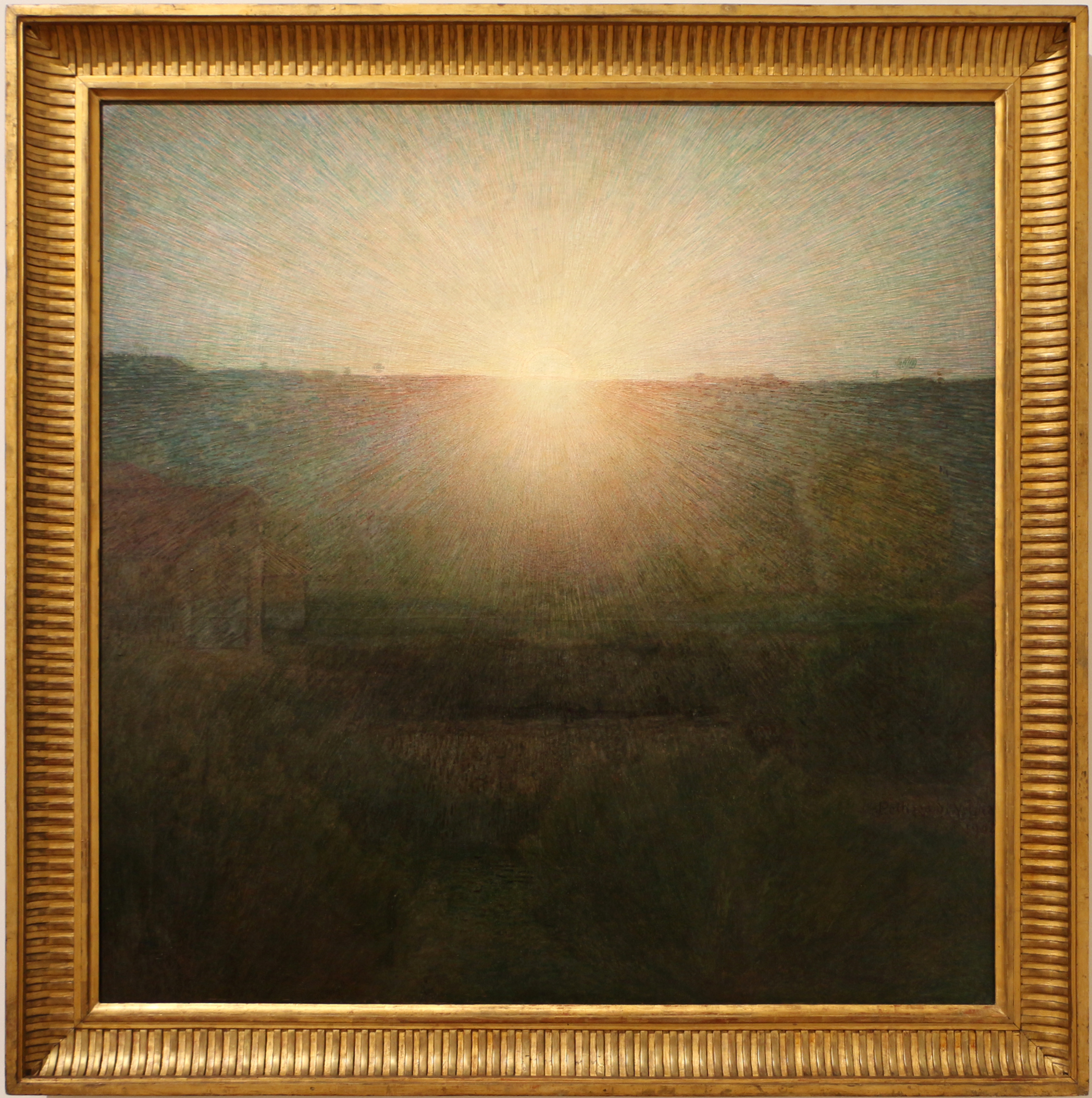
Il sole, 1904

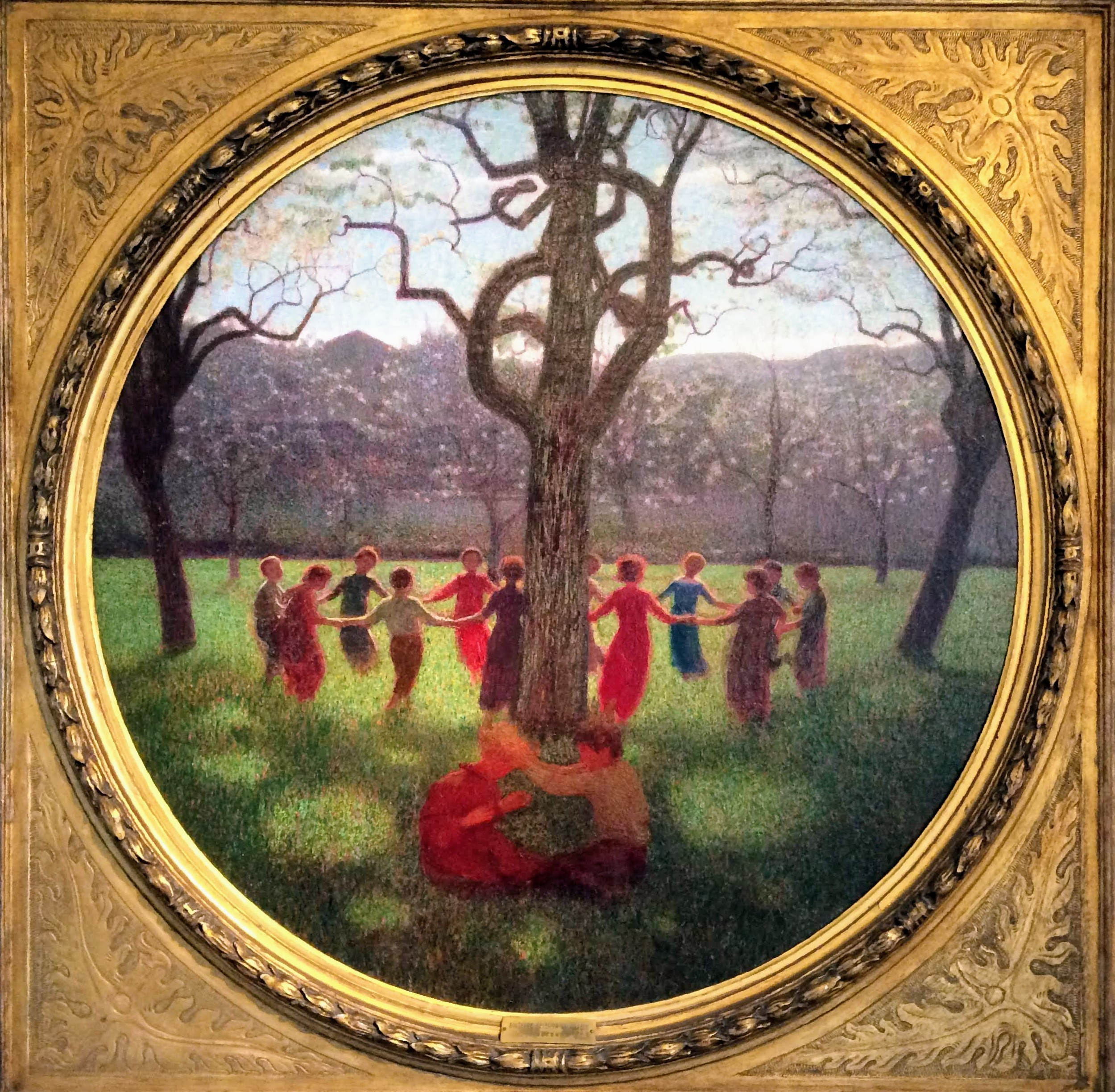
Il girotondo (idillio campestre nella pieve a Volpedo), 1907

Negli ultimi anni del XIX secolo il pittore abbandonò progressivamente la pittura a impasto per adottare il divisionismo, tecnica particolare basata sulla divisione dei colori attraverso l'utilizzo di piccoli punti o tratti. Si confrontò così con altri pittori che usavano questa tecnica, soprattutto con Giovanni Segantini, Angelo Morbelli, Vittore Grubicy de Dragon, Plinio Nomellini, Emilio Longoni e, in parte, anche con Gaetano Previati. Nel 1891 espose alla I Esposizione Triennale di Belle Arti di Milano tenuta nella Pinacoteca di Brera di Milano, facendosi conoscere dal grande pubblico. Continuò a esporre in giro per l'Italia (Esposizione Italo-Colombiana di Genova 1892, poi di nuovo a Milano nel 1894).
Tornò a Firenze nel 1893, dove frequentò l'Istituto di Studi Superiori; visitò poi Roma e Napoli. Nel 1900 espose a Parigi Lo specchio della vita. Nel 1901 portò a termine Il quarto stato, al quale aveva dedicato dieci anni di studi e fatiche. L'opera, esposta l'anno successivo alla Quadriennale di Torino, non ottenne il riconoscimento sperato, anzi scatenò polemiche e sconcerto presso molti dei suoi amici.
Deluso, finì per abbandonare i rapporti con molti letterati e artisti dell'epoca con i quali già da tempo intratteneva fitti rapporti epistolari. Morto nel frattempo Giovanni Segantini, nel 1904 Pellizza intraprese un viaggio in Engadina, luogo segantiniano, al fine di riflettere maggiormente sulle motivazioni e sull'ispirazione del pittore, che considerava il suo maestro. Nel 1906, grazie alla sempre maggiore circolazione delle sue opere in esposizioni nazionali e internazionali, fu chiamato a Roma, dove riuscì a vendere perfino allo Stato un'opera (Il sole), destinata alla Galleria nazionale d'arte moderna e contemporanea. Sembrava l'inizio di un nuovo periodo favorevole, in cui finalmente l'ambiente artistico e letterario avrebbe potuto riconoscere i temi delle sue opere. Ma l'improvvisa morte della moglie, nel 1907, gettò l'artista in una profonda crisi depressiva. Il 14 giugno dello stesso anno, non ancora quarantenne, si suicidò, impiccandosi nel suo studio di Volpedo.
Giuseppe Pellizza è stato il più illustre esponente della “scuola di Tortona”, costituita da quella feconda generazione di pittori tortonesi che visse ed operò a cavallo tra Ottocento e Novecento e che si fregia di nomi prestigiosi, quali Angelo Barabino, Cesare Saccaggi, Gigi Cuniolo e Pietro Dossola.
Nel 2003 è stato girato il cortometraggio Il Quarto Stato di Emilio Mandarino.

## Opere
Segue un elenco delle principali opere di Giuseppe Pellizza da Volpedo:
- La sfinge, 1887, Volpedo, collezione privata.
- Da Monleale, 1891, Volpedo, Museo Studio di Pellizza da Volpedo.
- Ambasciatori della fame, 1892, Milano, Galleria d'Arte Moderna.
- Il pennello del ponte sul Curone, 1892, Volpedo, Museo Studio di Pellizza da Volpedo.
- Fiumana, 1896, Milano, Pinacoteca di Brera.
- Il quarto stato, 1901, Milano, Galleria d'Arte Moderna.
- Statua a Villa Borghese, 1906, Venezia, Galleria Internazionale d'arte moderna.
- Il sole (Galleria Nazionale d'Arte Moderna, Roma)
- Carità cristiana, (Pinacoteca Malaspina, Pavia)
- L'amore nella vita (Collezione privata, Lonedo)
- Il sorgere del sole (Collezione privata, Torino)
- Gli emigranti (Collezione privata, Milano)
- Il prato (Museo Nazionale di Capodimonte, Napoli)
- Panni al sole (Collezione privata, Milano)
- Passeggiata amorosa (Pinacoteca Civica, Ascoli Piceno)
- Prato fiorito (Galleria Nazionale d'Arte Moderna, Roma)
- Lo specchio della vita (E ciò che l'una fa e l'altre fanno) (Museo Civico, Torino)
- L'annegato (Pinacoteca Civica, Alessandria)
- Idillio primaverile (Collezione privata)
- Il morticino (Museo d'Orsay, Parigi)
- Il ponte (Pinacoteca Divisionismo Tortona)
- Il cammino dei Lavoratori (Pinacoteca Divisionismo Tortona)
- Sul fienile (Collezione privata)
- Ricordo di un dolore (Ritratto di Santina Negri) (Accademia Carrara, Bergamo)
- La vecchietta, 1892, (Collezione privata)